# Léčebné konopí

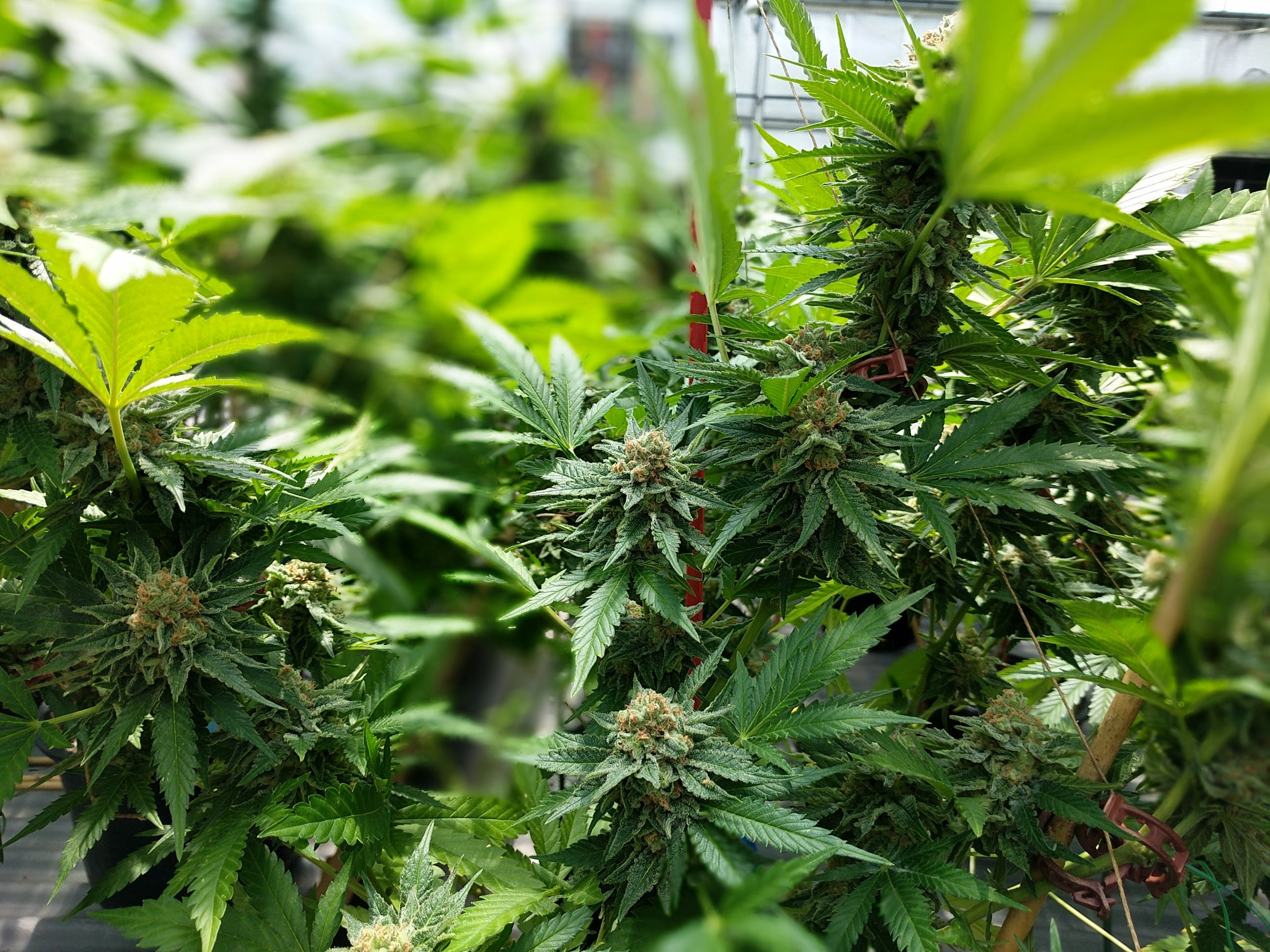
Rostlina konopí

Léčebné konopí nebo léčebná marihuana jsou konopí a kanabinoidy dostupné na lékařský předpis. Využití konopí jako léčiva dosud nebylo důsledně testováno, zejména kvůli vládním restrikcím. To se odráží v nedostatečnosti klinických studií bezpečnosti a efektivity užívání konopí k léčbě různých onemocnění. Předběžné výsledky naznačují, že konopí může mírnit nevolnost a zvracení vyvolané chemoterapií, zvýšit chuť k jídlu u lidí s HIV / AIDS, tlumit chronické bolesti a svalové křeče a léčit těžké formy epilepsie.
Krátkodobé užívání zvyšuje riziko mírných či závažných nežádoucích účinků. Mezi časté nežádoucí účinky patří závratě, pocit únavy, zvracení a halucinace. Vedlejší účinky při dlouhodobém užívání marihuany nejsou zcela jasné. Může se jednat o problémy s pamětí a poznáváním, zvýšení rizika závislosti, propuknutí schizofrenie u mladých lidí či riziko náhodného požití dětmi.
Historie využití rostliny konopí pro lékařské účely se v mnoha kulturách datuje tisíce let zpět. Některé americké lékařské organizace požadovaly odstranění konopí ze Seznamu léků zařazených do Seznamu I definovaným zákonem Spojených států amerických o kontrolovaných látkách, po němž následoval regulační a vědecký přezkum. Jiní se staví proti jeho legalizaci, například Americká pediatrická společnost.
Léčebné konopí lze podávat různými způsoby, včetně tobolek, pastilek, tinktur, transdermálních náplastí, orálních nebo dermálních sprejů, potravin z konopí a vaporizací či kouřením sušených bylin. Syntetické kanabinoidy jako je dronabinol a nabilon, jsou v některých zemích dostupné na předpis. Mezi země, které dovolují lékařské užití celé rostliny, patří Austrálie, Kanada, Chile, Kolumbie, Německo, Řecko, Izrael, Itálie, Nizozemsko, Peru, Polsko, Portugalsko a Uruguay. Ve Spojených státech legalizovalo konopí pro léčebné účely 33 států a District of Columbia. Ačkoli je na federální úrovni konopí k jakémukoli použití nadále zakázáno, v prosinci 2014 byla přijata novela Rohrabacher-Farr, která omezuje možnost prosazování federálních zákonů ve státech, kde bylo léčebné konopí legalizováno.

## Klasifikace
Národní ústav pro (otázky) zneužívání drog definuje léčebné konopí jako „užívání celé nezpracované konopné rostliny nebo jejích základních výtažků pro léčení symptomů onemocnění nebo jiných potíží“.
Rostlina konopí obsahuje více než 400 různých chemických složek, asi 70 z nich jsou kanabinoidy. Pro srovnání, běžná státem schválená léčiva obsahují pouze jednu nebo dvě chemické složky. Počet aktivních chemických složek v konopí je jedním z důvodů, proč je těžké léčení konopím klasifikovat a zkoumat.
Přezkum z roku 2014 uvedl, že různé poměry CBD k THC v rostlinných a farmaceutických přípravcích určují, zda bude mít konopný produkt zklidňující či psychoaktivní účinky (CBD zeslabuje psychoaktivní účinky THC ) konopných produktů.

## Léčebné využití

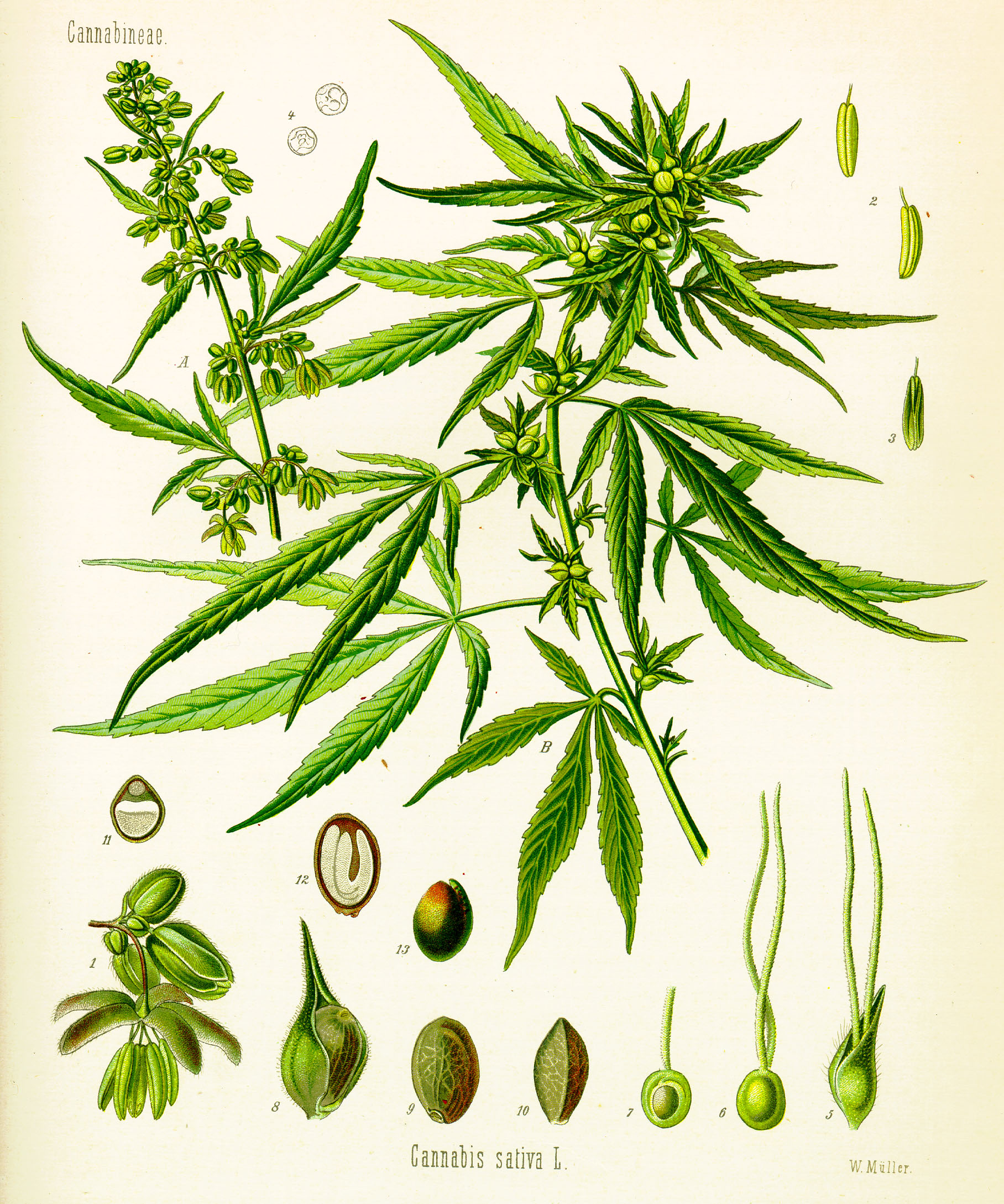
Vyobrazení konopí v Köhlerově knize léčivých rostlin, 1897

Světové výzkumy zkoumající účinky léčebného konopí na naše zdraví stále nedochází uspokojivým výsledkům a není jasné, zda je léčba konopím přínosem či zda nevýhody převyšují výhody z ní plynoucí. Neexistují konzistentní důkazy, že konopí pomáhá při chronických bolestech a svalových křečích. Méně kvalitní výzkumy naznačují, že pomáhá zvládat nevolnost během chemoterapie, zvyšuje apetit u pacientů s HIV / AIDS, zlepšuje spánek a mírní tiky spojené s Touretteovým syndromem. Když jsou běžné léčebné metody neúčinné, doporučuje se konopí také při anorexii, artritidě, glaukomu a migréně . Není jasné, zda by Spojené státy mohly zmírnit vedlejší účinky opidoidní epidemie předepsáním léčebného konopí jako alternativního léku proti bolesti.
V těhotenství se doporučuje užívání konopí ukončit.

### Nevolnost a zvracení
Léčebné konopí je jistým způsobem nápomocné při zvládání nevolnosti a zvracení vyvolaných chemoterapií a může být rozumnou volbou pro ty, jež při stagnaci stavu hledají alternativní péči. Srovnávací studie shledaly, že kanabinoidy jsou účinnější než některá běžná antiemetika v kontrolovaných léčivech jako jsou prochlorperazine, promethazine a metoclopramide. Kanabinoidy jsou využívány méně často kvůli jejich nežádoucím účinkům mezi které patří závratě, dysforie a halucinace. Dlouhodobé užívání konopí může způsobit nevolnost a zvracení, což je stav známý jako syndrom kanabinoidní hyperemézy.
Výzkum Cochrane z roku 2016 uvádí, že při léčbě nevolnosti způsobené chemoterapií u dětí jsou kanabinoidy „pravděpodobně účinné“, vyvolávají však mnohé vedlejší účinky (především ospalost, závratě, změny nálady a zvýšenou chuť k jídlu). Mezi méně časté vedlejší účinky řadí „poruchy zraku, ortostatickou hypotenzi, záškuby svalů, svědění, vágnost, halucinace, závratě a sucho v ústech“.

### HIV / AIDS
Chybí důkazy o účinnosti a bezpečnosti užívání konopí a kanabinoidů při léčbě pacientů s HIV/AIDS nebo anorexií s AIDS spojenou. Stejně jako v roce 2013, současné výzkumy jsou zkreslené kvůli malému vzorku a chybějícím dlouhodobým datům.

### Bolest
Výzkumy o vlivu užívání konopí na zmírnění chronické bolesti vykazují nekonzistentní výsledky pro neuropatickou bolest, křeče spojené s roztroušenou sklerózou a bolest při revmatických onemocněních. Konopí nepůsobí ke zmírnění chronické bolesti způsobenou rakovinou.
Při inhalaci konopí ke zmírnění bolesti narůstá množství kanabinoidů v krvi rychleji, než při orálním užití, a to až do tří minut užití s nástupem analgetického efektu do sedmi minut.
Výzkum z roku 2011 vyhodnotil konopí jako obecně bezpečné a i bezpečnější než oipioidy využívané v paliativní péči.

### Neurologické stavy
Při léčbě neurologických problémů včetně roztroušené sklerózy a pohybových problémů jsou účinky konopí nejisté. Ve Spojených státech byl kanabidiol, jeden z kanabinoidů vyskytujících se v rostlině konopí, schválen pro léčbu dvou těžkých forem epilepsie, Lennox-Gastautova syndromu a Dravetova syndromu.

## Nežádoucí účinky

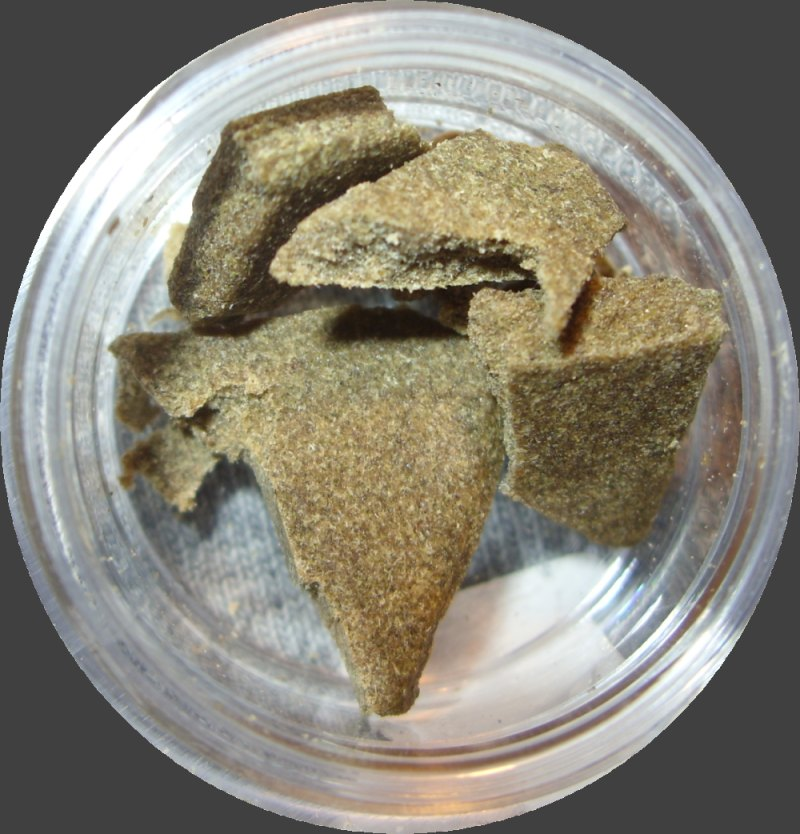
Americký lékařský hašiš

### Léčebné využití
Neexistují dostatečná data pro vyvození jednoznačných závěrů o bezpečnosti užívání konopí pro léčebné účely. Všeobecně nejsou vedlejší účinky léčebného konopí závažné; zahrnují únavu, závratě, zvýšenou chuť k jídlu a kardiovaskulární a psychoaktivní účinky. Mezi další účinky patří zhoršení krátkodobé paměti; zhoršená motorická koordinace; změněný úsudek; a paranoia nebo psychóza při vysokých dávkách. Tolerance k vedlejším účinkům se buduje po několik dní nebo týdnů užívání. Předpokládá se, že běžně podávané množství konopí při léčbě nezpůsobuje trvalé kognitivní poruchy u dospělých, nicméně dlouhodobé užívání k léčbě dospívajících, kteří jsou těmto poruchám více náchylní, by mělo být pečlivě zváženo. Abstinenční příznaky při kontrolované léčbě konopím jsou evidované zřídka. Schopnost řídit silniční vozidlo či ovládat těžké stroj může být snížena, dokud se nevybuduje tolerance. Přestože příznivci léčebného konopí tvrdí, že je bezpečné, je nutný další výzkum k posouzení bezpečnosti jeho dlouhodobého užívání.

### Kognitivní účinky
Systematický přehled z roku 2011 hodnotil publikované studie o akutních a dlouhodobých kognitivních účincích konopí. Intoxikace THC má za následek narušení kognitivních funkcí, včetně dopadů na schopnost plánovat, organizovat, řešit problémy, rozhodovat a ovládat své impulsy. Začínající uživatelé mohou tyto účinky pocítit více. Paradoxně ti, kteří jsou zvyklí na vysoké dávky mohou pociťovat tyto účinky během abstinence. Studie dlouhodobých účinků na poznávací schopnosti přinesly protichůdné výsledky, přičemž některé studie nezjistily žádný rozdíl mezi dlouhodobými abstinenti a nikdy neužívajícími a jiné nalezly dlouhodobé deficity. Nesrovnalosti mezi studiemi mohou odrážet silnější dlouhodobé účinky u těžších uživatelů ve srovnání s příležitostnými uživateli a delší dobu trvání účinku u pacientů s těžkým užíváním během dospívání ve srovnání s užíváním v pozdějším věku. Druhý systematický přehled zaměřený na neuroimagingové studie nalezl jen málo důkazů potvrzující účinek užívání konopí na strukturu a funkci mozku. Metaanalýza z roku 2003 dospěla k závěru, že jakékoli dlouhodobé kognitivní účinky byly relativně malé a omezené na určité aspekty učení a paměti.

### Dopad na psychózu
Příjem THC může způsobit akutní přechodné psychotické příznaky u zdravých jedinců a lidí se schizofrenií.
Metaanalýza z roku 2007 dospěla k závěru, že užívání konopí snížilo průměrný věk nástupu psychózy o 2,7 roku ve srovnání s neužíváním konopí. Metaanalýza z roku 2005 dospěla k závěru, že užívání konopí během dospívání zvyšuje riziko psychózy a že riziko závisí na velikosti dávek. Přehled literatury o tomto tématu z roku 2004 dospěl k závěru, že užívání konopí je spojeno s dvojnásobným zvýšením rizika psychózy, ale samotné užívání konopí není „ani nutné, ani dostačující“ k vyvolání psychózy. Francouzský přehled z roku 2009 dospěl k závěru, že užívání konopí zejména před dosažením věku 15 let mělo dopad na vývoj schizofrenních poruch.

## Farmakologie
Rod Konopí zahrnuje dva druhy, které produkují užitečné množství psychoaktivních kanabinoidů: Konopí indické a Konopí seté. Tyto dva druhy jsou v USA vedeny jako léčebné rostliny podle Seznamu léčiv zařazených do Seznamu I. Konopí rumištní, má málo psychogenních vlastností. Konopí obsahuje více než 460 sloučenin; nejméně 80 z nich jsou kanabinoidy - chemické sloučeniny, které interagují s kanabinoidními receptory v mozku.
Nejvíce psychoaktivní kanabinoid nacházející se v rostlině konopí je tetrahydrokanabinol (nebo delta-9-tetrahydrokanabinol, běžně známý jako THC). Mezi další kanabinoidy patří delta-8-tetrahydrokanabinol, kanabidiol (CBD), kanabinol (CBN), kanabicyklol (CBL), kanabichromen (CBC) a kanabigerol (CBG); ty mají méně psychotropních účinků než THC, ale mohou hrát roli v celkovém účinku konopí. Nejvíce zkoumané jsou THC, CBD a CBN.
CB1 a CB2 jsou primární kanabinoidní receptory odpovědné za rozličné účinků kanabinoidů, i když roli mohou hrát i další z receptorů. Oba výše zmíněné patří do skupiny receptorů nazývaných receptory spřažené s G proteinem (GPCR). Receptory CB1 se nacházejí v mozku na velmi vysokých úrovních a jsou považovány za odpovědné za psychoaktivní účinky. Receptory CB2 se nacházejí periferně v celém těle a předpokládá se, že modulují bolest a zánět.

### Vstřebávání
Absorpce kanabinoidů závisí na způsobu jeho podání.
Inhalace a vaporizace THC má podobné absorpční profily jako kouření THC, s biodostupností od 10 do 35%. Nejnižší biodostupnost má perorální podání, přibližně 6%.

## Formy léčebného konopí

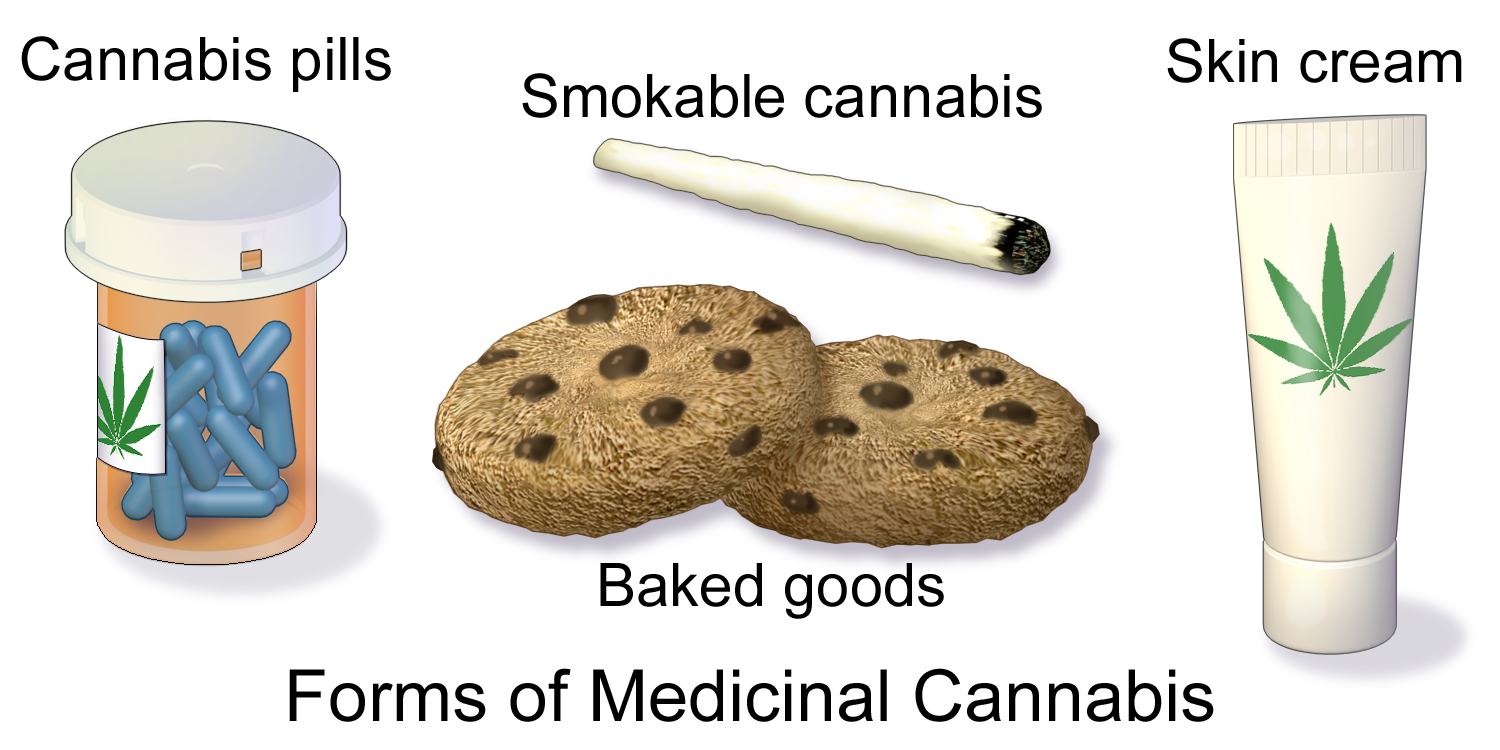
Různé formy léčivého konopí

Prostředkem podávání konopí je pro mnoho uživatelů kouření, to ale není vhodné pro užívání konopí jako léku. Je obtížné předpovědět farmakologickou odpověď na konopí, protože se velmi liší koncentrace kanabinoidů, existují různé způsoby přípravy ke konzumaci (kouření, aplikace oleje, konzumace, přidání do jídla, nebo pití) a není zajištěna dostatečná kontrola výroby . Potenciál vedlejších účinků vdechování kouře činí kouření méně životaschopnou možností než orální přípravky. Vaporizéry si získaly popularitu napříč uživateli, protože při vdechování komponentů aerosolem je přijímáno méně škodlivých chemikálií než při kouření. Kanabinoidní léky jsou dostupné ve formě tablet (dronabinol a nabilon) a tekutých extraktů ve formě ústního spreje (nabiximoly).

## Dějiny

### Starověk
Konopí, v čínštině zvané má 麻(což znamená „konopí; konopí; otupělost“) nebo dàmá 大麻 (v čínštině „velké; skvělé“), se na Tchaj-wanu používalo kvůli tkanině již před 10 000 lety. Botanik Chuej-lin Li napsal o Číně „Konopí bylo v medicíně využíváno pravděpodobně již během raného vývoje. Starověcí lidé používali konopné semínko jako potravu, bylo tedy zcela přirozené, že objevili také léčivé vlastnosti rostliny. “  Císař Shen-Nung, který byl také farmakologem, napsal v roce 2737 př. N. L. Knihu o léčebných metodách, která obsahovala lékařské přínosy konopí. Doporučil látku pro léčbu mnoha onemocnění, včetně zácpy, dny, revmatismu a roztržitosti. Konopí je jednou z 50 „základních“ bylin v tradiční čínské medicíně .
Léčebné konopí popisuje Ebers Papyrus (asi 1550 př. N. L.) ze starověkého Egypta. Staří Egypťané používali konopí v čípcích k úlevě od bolesti hemoroidů .
Dochované texty ze starověké Indie potvrzují, že rozpoznávali psychoaktivní vlastnosti konopí a lékaři je využívali k léčbě různých nemocí a onemocnění, včetně nespavosti, bolestí hlavy, gastrointestinálních poruch a bolestí, a to i během porodu.
Starověcí Řekové používali konopí k ošetření ran a vředů svých koní a lidé používali sušené listy konopí k léčbě krvácení z nosu a semena konopí k vyhánění tasemnic.
Během Islámského zlatého věku využívali arabští lékaři diuretické, antiemetické, antiepileptické, protizánětlivé, analgetické a antipyretické vlastnosti konopí setého a hojně jej používali jako medikaci od 8. do 18. století.

### Šlechtění kmenů

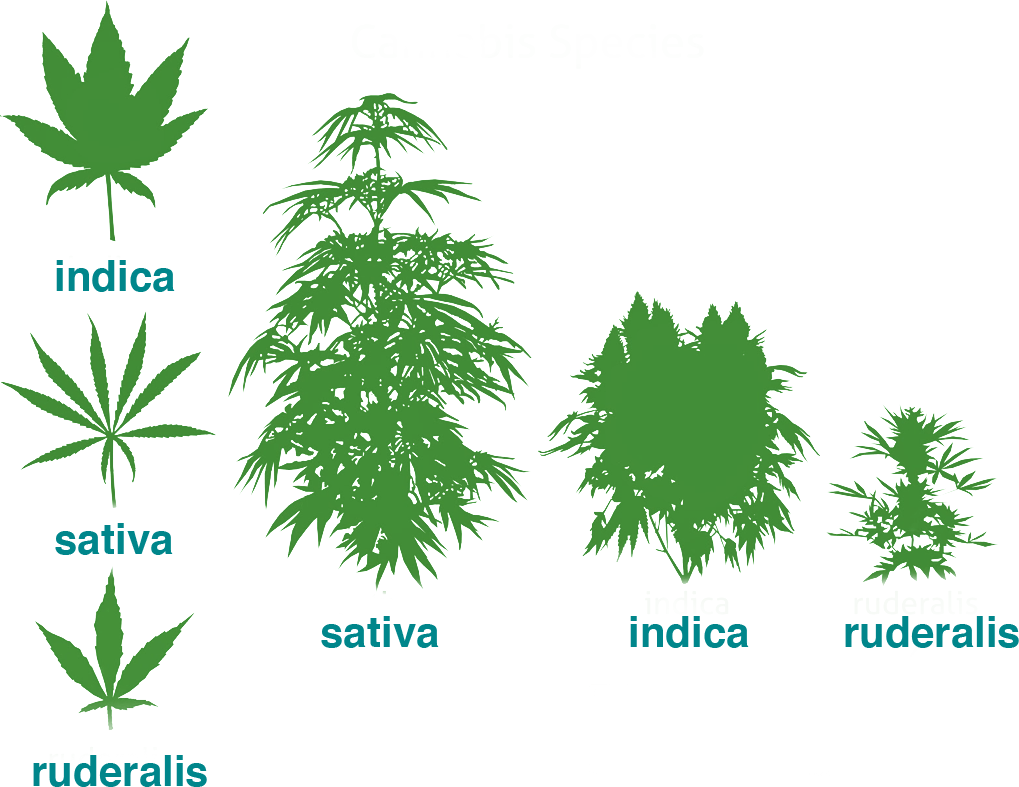
Vývoj kultivovaných kmenů konopí. Kultivar, Cannabis ruderalis, dnes stále divoce roste.

Semena konopí byla ve starověké Evropě a Číně využívána pro potravu, rituály nebo k náboženským praktikám.:s.19–22 Sklízení rostlin vedlo k šíření konopí po celé Eurasii 10000 až 5000 let před naším letopočtem s další následnou distribucí na Střední východ a do Afriky okolo 2000 to 500 lety před naším letopočtem.:s.18–19 Šlechtění kmenů konopí se vyvíjelo po staletí. Existují kultivátory rostliny ze specifických oblastí.
Široce kultivované kmeny konopí, například „Afghani“ nebo „Hindu Kush“, jsou původem z regionů Pákistánu a Afghánistánu, zatímco „Durban Poison“ pochází z Afriky. :s.45–48 Existuje přibližně 16 kmenů šlechtěného konopí původem z Pákistánu, Jamajky, Afriky, Mexika, Střední Ameriky a Asie.

### Moderní
Irský lékař, William Brooke O'Shaughnessy, se zasloužil o představení konopí západní medicíně. O'Shaughnessy objevil konopí ve třicátých letech 20. století během svého pobytu v Indii, kde provedl řadu experimentů zkoumajících lékařské využití drogy (zejména si všiml jeho analgetických a antikonvulzivních účinků). V roce 1842 se vrátil do Anglie s dodávkou konopí, jehož užívání se poté rozšířilo po Evropě a Spojených státech. Konopí bylo do United States Pharmacopei (Lékopis Spojených států amerických) v roce 1850.
Užívání konopí v medicíně začalo na konci 19. století klesat kvůli problémům s velikostí užívaných dávek a nárůstu popularity syntetických a opium obsahujících drog. Příchod injekční stříkačky umožnil aplikaci narkotik s okamžitým účinkem, na rozdíl od konopí, které není rozpustné ve vodě, a proto jej tímto způsobem nelze aplikovat.
Užívání konopí v medicíně se ve Spojených státech dále snížilo přijetím Zákona o daních z marihuany z roku 1937, který ukládal nová pravidla a poplatky lékařům předepisujícím konopí. Konopí bylo v roce 1941 z lékopisu USA odstraněno a oficiálně zakázáno pro jakékoli použití přijetím Zákona o kontrolovaných látkách z roku 1970.

Konopí jako medicína začalo znovu přitahovat pozornost v 70. a 80. letech, zejména kvůli jeho užívání u pacientů s rakovinou a AIDS, kteří uváděli úlevu od účinků chemoterapie a syndromu plýtvání . V roce 1996 se Kalifornie stala prvním státem USA, který legalizoval lékařské konopí v rozporu s federálním zákonem. V roce 2001 se Kanada stala první zemí, která přijala systém regulující lékařské využití konopí.

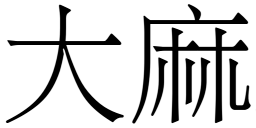
Ukázalo se, že užívání konopí, přinejmenším jako vlákniny, se na Tchaj-wanu objevilo nejméně před 10 000 lety. „Dà má“ (výslovnost pchin-jin ) je čínský výraz pro konopí, přičemž první znak znamená „velký“ a druhý znak znamená „konopí“.
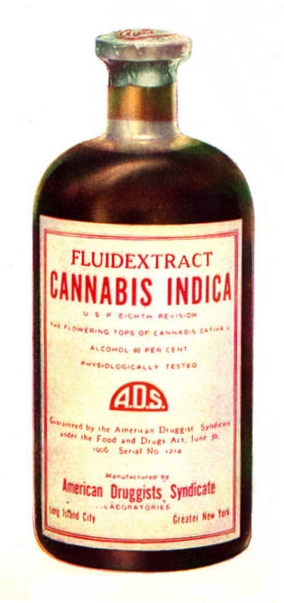
Výtažek z konopí indica, American Druggists Syndicate, před rokem 1937
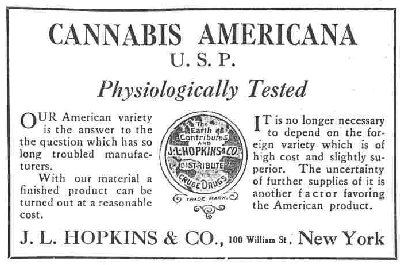
Reklama na cannabis americana distribuovaná lékárníkem v New Yorku v roce 1917
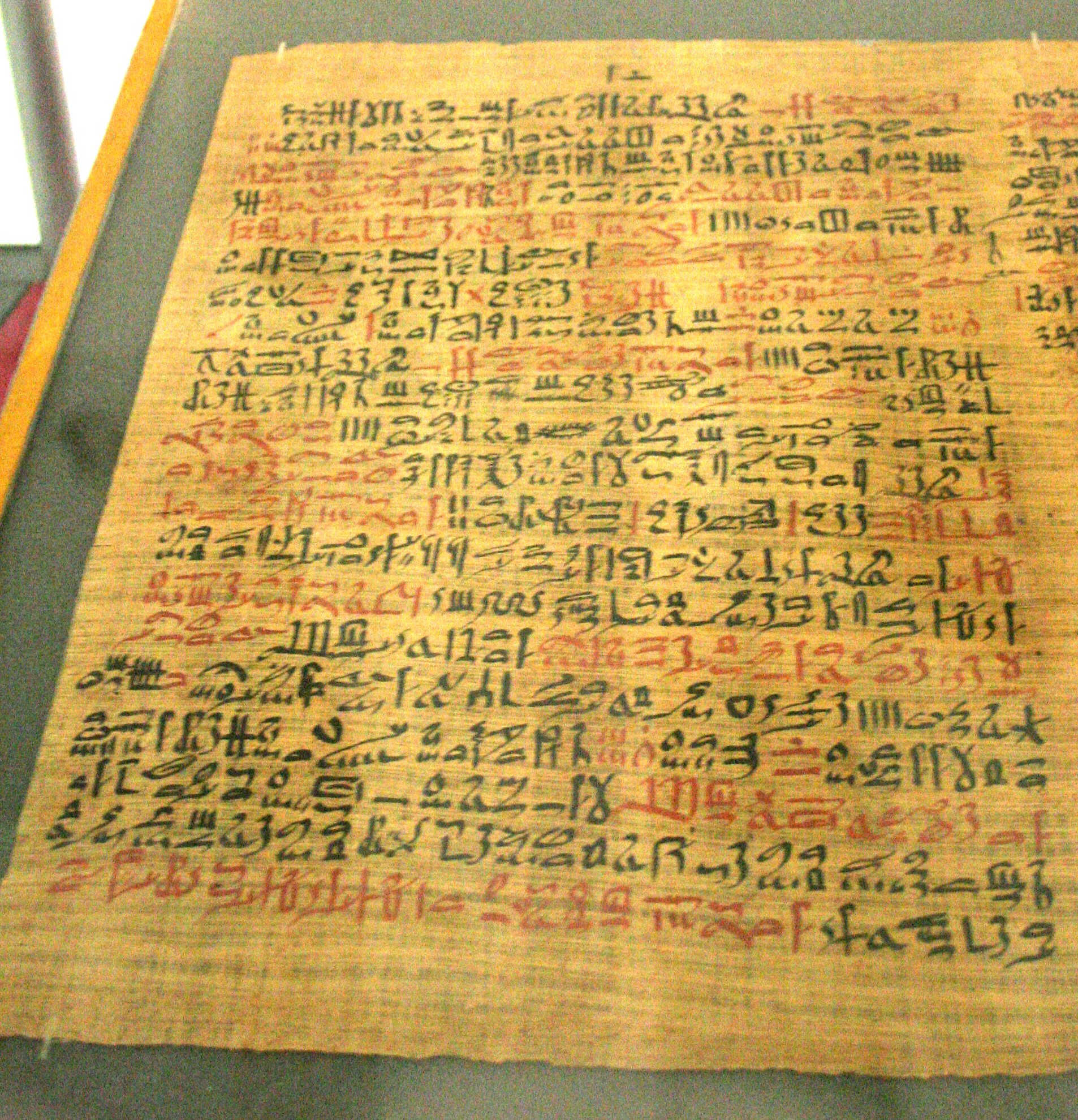
Ebers Papyrus (asi 1550 př. N. L.) Ze starověkého Egypta má předpis na lékařskou marihuanu aplikovaný přímo na zánět.

## Společnost a kultura

### Právní rámec

Právní status (celé rostliny) léčebného konopí ve světě
Legální na lékařský předpis
Legální pro jakékoliv použití (bez lékařského předpisu)

Mezi země, které legalizovaly lékařské užívání konopí, patří Austrálie, Brazílie, Kanada, Chile, Kolumbie, Chorvatsko, Kypr, Česká republika, Finsko, Německo, Řecko, Izrael, Itálie, Jamajka, Libanon, Lucembursko, Severní Makedonie, Malta, Nizozemsko, Nový Zéland, Peru, Polsko, Portugalsko, Srí Lanka, Thajsko, Spojené království, a Uruguay. Jiné země mají přísnější zákony, které povolují pouze užívání izolovaných kanabinoidních drog, jako jsou Sativex nebo Epidiolex. Mezi země s nejvíce uvolněnou politikou patří Kanada  Uruguay a Nizozemsko , kde lze konopí koupit bez lékařského předpisu. V Mexiku je obsah THC v lékařském konopí omezen na jedno procento. Stejný limit platí ve Švýcarsku, kde ale při nákupu není vyžadován předpis. Ve Spojených státech se legalita léčebného konopí liší podle státu.
Konopí a jeho deriváty podléhají regulaci podle tří smluv OSN: Jednotné úmluvy o omamných látkách z roku 1961, Úmluvy o psychotropních látkách z roku 1971 a Úmluvy proti nedovolenému obchodu s omamnými a psychotropními látkami z roku 1988. Konopí je klasifikováno jako droga seznamu I podle Smlouvy o jednotné úmluvě, což znamená, že lékařské použití je povoleno, ale je považováno za návykovou drogu s vážným rizikem zneužití – spolu s dalšími drogami, jako je opium a kokain. Před prosincem 2020 bylo také zahrnuto do Seznamu IV, podmnožiny Seznamu I, který je určen pouze pro nejnebezpečnější drogy, jako je heroin a fentanyl. Členské státy Komise OSN pro narkotika hlasovaly dne 2. prosince 2020 poměrem 27–25 pro jeho odstranění ze seznamu IV po doporučení Světové zdravotnické organizace k odstranění v lednu 2019.

### Ekonomika

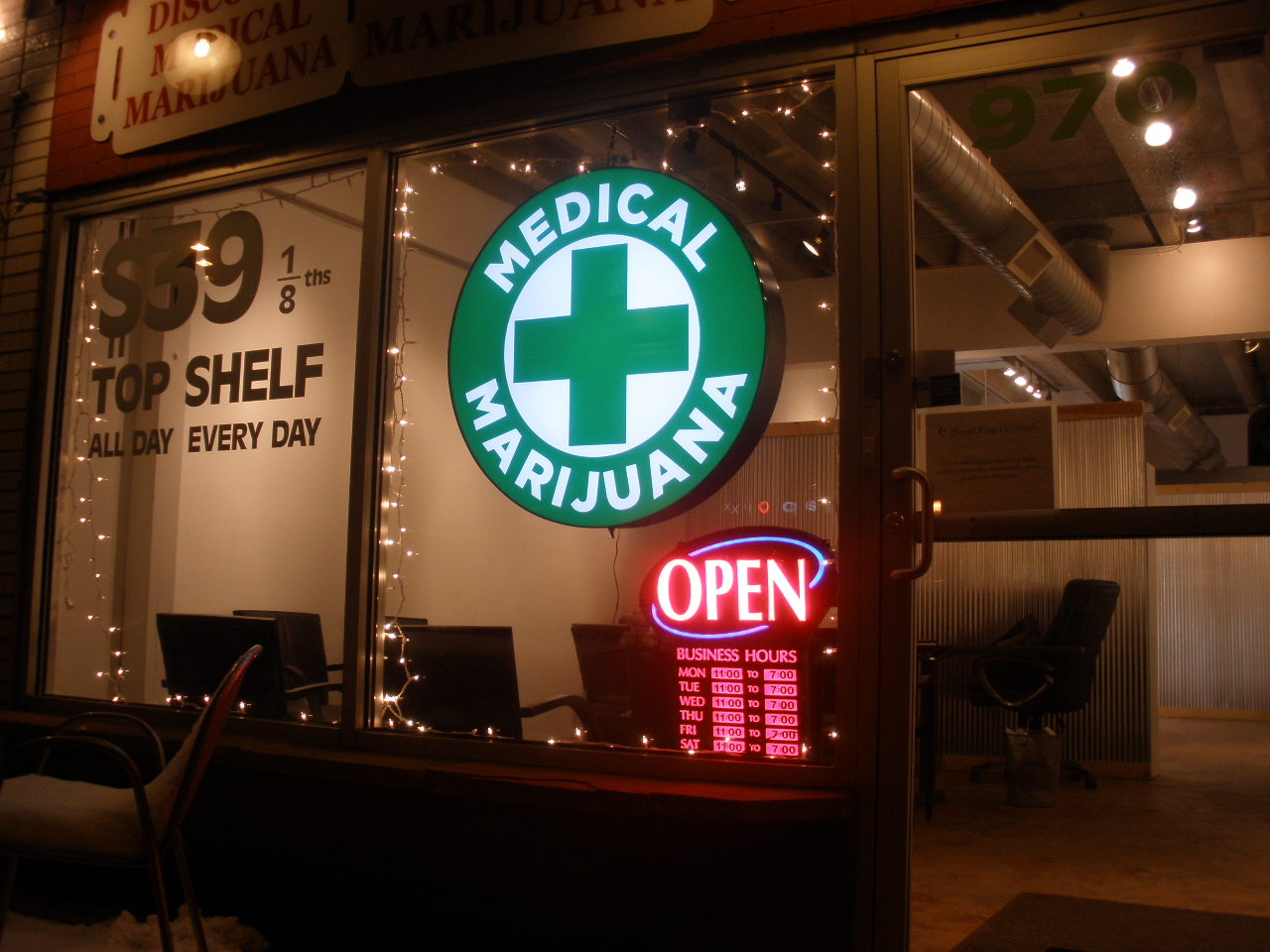
Konopná lékárna v Denveru v Coloradu

#### Distribuce
Způsob získání léčebného konopí se liší podle regionu a legislativy. V USA si většina spotřebitelů pěstuje vlastní nebo si je kupuje v konopných lékárnách ve státech, kde je to legální. Ve Spojených státech se na prodej nebo výdej konopí používají automaty na marihuanu, jejichž použití se plánuje v Kanadě. V roce 2014 začal startup Meadow nabízet dodávku lékařské marihuany na vyžádání v oblasti San Francisco Bay Area prostřednictvím své mobilní aplikace. V roce 2024 začala své vlastní léčebné konopí podávat svým pacientům Fakultní nemocnice u sv. Anny v Brně.
Podle zprávy OSN z roku 2017 je téměř 70% léčebného konopí vyváženo ze Spojeného království, přičemž zbývající část pochází z Kanady a Nizozemska.